# Пшелевиці (Валецький повіт)
Пшелевиці (пол. Przelewice, нім. Prellwitz) — село в Польщі, у гміні Члопа Валецького повіту Західнопоморського воєводства.
Населення — 193 особи (2011).
У 1975-1998 роках село належало до Пільського воєводства.

## Демографія
Демографічна структура станом на 31 березня 2011 року:
|          | Загалом | Допрацездатний вік | Працездатний вік | Постпрацездатний вік |
| -------- | ------- | ------------------ | ---------------- | -------------------- |
| Чоловіки | 90      | 21                 | 62               | 7                    |
| Жінки    | 103     | 29                 | 61               | 13                   |
| Разом    | 193     | 50                 | 123              | 20                   |